# Gmina Mason (hrabstwo Cerro Gordo)

Położenie Gminy Mason w hrabstwie Cerro Gordo

Gmina Mason (ang. Mason Township) – gmina w USA, w stanie Iowa, w hrabstwie Cerro Gordo. Według danych z 2000 roku gmina miała 464 mieszkańców, a jej powierzchnia wynosi 46,88 km².